# ستيف مارتن (سياسي)
ستيف مارتن (بالإنجليزية: Steve Martin)‏ هو سياسي أسترالي، ولد في 3 أكتوبر 1960 في دافنبورت في أستراليا. حزبياً، نشط في Jacqui Lambie Network ‏ (2016 – 7 فبراير 2018). وقد انتخب عمدة دافنبورت (2011 – ) وانتخب عضو مجلس الشيوخ الأسترالي ‏ عن دائرة Tasmania ‏ (9 فبراير 2018 – ).